# Vysoký Újezd (Benešov)
Vysoký Újezd è un comune della Repubblica Ceca facente parte del distretto di Benešov, in Boemia Centrale.